# プロレスリングEvolution
プロレスリングEvolution（プロレスリング・エボリューション）は、日本の女子プロレス団体。通称「Evo女（エボジョ）」。

## 概要

### 旗揚げまでの経緯
2020年4月、全日本プロレスの諏訪魔が女子プロレスラーを発掘・育成する構想を示し、同年11月に石川修司とともに自身のユニット「エボリューション（Evolution）」の女子部門として「エボリューションガールズ（Evolution Girls）」発足を発表。2021年3月から本格的に始動し、アドバイザーにアイスリボンの藤本つかさを迎え、同所属の藤田あかねと練習生1名が加入したが、練習生の離脱や藤田のアイスリボン退団などにより頓挫した。
2022年5月23日、広告代理店の株式会社ステータスが同社の完全子会社として株式会社Evolutionを設立し、全日本プロレスとEvolution社が業務提携を締結。諏訪魔と石川はプロデューサーに就任し、女子プロレスラー育成プロジェクトが再始動。また、将来的に女子プロレス団体として興行を開催するビジョンも示された。
2023年3月31日、新木場1stRINGで新団体「Evolution」を旗揚げ。

## 歴史
2022年
- 5月23日、株式会社Evolution設立[8]。全日本プロレスとの業務提携、諏訪魔と石川修司のプロデューサー就任を発表[8]。

2023年
- 3月31日、新木場1stRINGでEvolutionの旗揚げ戦を開催[9]。ZONES、Chi Chi、サニーがデビュー[9]。
- 10月10日、サニーが脊柱管狭窄症により引退し、スタッフへの転身を発表[10]。

2024年
- 1月28日、ソイがデビュー[11]。
- 2月1日、石川修司のゼネラルマネージャー就任、サニーのレフェリーデビューを発表[12]。
- 8月23日、Miyunaがデビュー[13]。
- 12月9日、諏訪魔が翌年1月1日付で株式会社Evolutionの代表取締役社長就任を発表[14]。
- 12月17日、翌年1月1日付での団体名変更、団体ロゴのリニューアル、シングルベルトの新設を発表[15]。

2025年
- 1月1日、団体名をプロレスリングEvolutionに変更し、男子部門と女子部門が共存する団体として始動[15]。
- 1月29日、Chikaがデビュー[16]。
- 5月29日、Miyunaが頭部の負傷により引退を発表[17]。

## 所属選手
- ZONES
- Chi Chi
- ソイ
- Chika

## スタッフ
レフェリー
- サニー
- ブラックめんそーれ（フリー）

リングアナウンサー
- 新土裕二（全日本プロレス）

ゼネラルマネージャー
- 石川修司（フリー）

## 役員
株式会社Evolution
- 代表取締役社長 : 諏訪間幸平（2025年1月 - ）
- 取締役会長 : 松木圭市

## 歴代所属選手
- サニー（2023年）
- Miyuna（2024年 - 2025年）

## 歴代役員
- 代表取締役 : 中西光司（2022年5月 - 2024年）[1]